# 531년

## 연호
- 남량(南梁) 중대통(中大通) 3년
- 북위(北魏) 건명(建明) 2년 / 보태(普泰) 원년 / 중흥(中興) 원년

## 기년
- 남량(南梁) 무제(武帝) 30년
- 북위(北魏) 장광왕(長廣王) 2년 / 절민제(節閔帝) 원년 / 폐제(廢帝) 원년
- 신라(新羅) 법흥왕(法興王)  18년
- 고구려(高句麗) 안장왕(安臧王) 13년 / 안원왕(安原王) 원년
- 백제(百濟) 성왕(聖王) 9년

## 사건
- 고구려, 안장왕이 자식 없이 세상을 떠나고 동생 보연이 안원왕으로 왕의 자리에 오름.

## 사망
- 고구려(高句麗) 22대 국왕 안장왕(安臧王)